# Giulio Battiferri
Giulio Battiferri (* 15. Juli 1893 in Rom; † 22. Januar 1973 ebenda) war ein italienischer Schauspieler.

## Leben
Battiferri besuchte eine technische Schule, trat jedoch ab 1913 auf der Bühne auf, zunächst unter Graf Gastone Monaldi Romanesca, der später sein Schwager werden sollte. In der Folge spielte er in zahlreichen Produktionen wie „Er pupo di Trastevere“, „La festa del bacio“ und „Nino er boja“ auf vielen Bühnen seines Heimatlandes, auf Tourneen in Brasilien und anderen lateinamerikanischen Nationen sowie in Frankreich, England und Spanien. Meist trat er mit seiner Frau Pina Piovani auf.
1919 und 1920 machte Battifferi sein Filmdebüt in Streifen neben seiner Schwester Fernanda; bis 1939 konzentrierte er sich aber weiter auf Bühnenproduktionen. 1939 startete er eine lange Reihe von oftmals kleinen Charakterdarstellungen. Von 1932 an hatte er mehrere Jahre als Journalist gearbeitet. Es gelang Battiferri, seine Karriere bis ins hohe Alter fortzusetzen.
Battifferi war der Onkel der Darstellerin Gisella Monaldi.

## Filmografie (Auswahl)
- 1939: Io, suo padre
- 1942: Il fanciullo del West
- 1953: Brot, Liebe und Fantasie (Pane, amore e fantasia)
- 1953: Ein Sonntag in Rom (La domenica della buona gente)
- 1956: Die schwarzen Ritter von Borgoforte (Giovanni dalle Bande Nere)
- 1957: Die Bestie von Paris (I misteri di Parigi)
- 1958: Kreuz und Schwert (La spada e la croce)
- 1959: Der Sohn des roten Korsaren (La scimitarra del Saraceno)
- 1960: Küste der Piraten (I pirati della costa)
- 1960: Die Rache des roten Ritters (Il cavaliere dai cento volti)
- 1961: Piratenkapitän Mary (Le avventure di Mary Read)
- 1961: Der schwarze Seeteufel (Gordon, il pirata nero)
- 1962: Tiger der Meere (La tigre dei sette mari)
- 1963: I giorni contati
- 1964: Samson gegen die Korsaren des Teufels (Sansone contro il Corsaro nero)
- 1966: Das rote Phantom schlägt zu (Superargo contro Diabolikus)
- 1971: Spara Joe… e così sia!
- 1971: Todesmelodie (Giù la testa)